# Mikko Kaasalainen
Mikko K. J. Kaasalainen, né en 1965 et mort le 12 avril 2020, est un mathématicien et planétologue finlandais, spécialiste de mathématiques appliquées et physique mathématique. Il était professeur de mathématiques au département de mathématiques de l'Université technologique de Tampere. Kaasalainen a principalement travaillé sur les problèmes inverses et leurs applications, notamment en astrophysique, ainsi que sur les systèmes dynamiques.

## Éducation et carrière
Kaasalainen a obtenu une maîtrise en physique théorique à l'Université d'Helsinki en 1990, avant de rejoindre le Merton College, à Oxford, où il a obtenu son doctorat en physique théorique en 1994, sous la direction de James Binney. Après une série de postes post-doctoraux et supérieurs en Europe, il a rejoint l'Université d'Helsinki et son institut actuel en 2009. Il a dirigé un groupe de recherche au Centre d'excellence finlandais en recherche sur les problèmes inverses. 
Kaasalainen a reçu le premier prix Pertti Lindfors de la Finnish Inverse Problems Society en 2001. L'astéroïde (16007) Kaasalainen, découvert par l'ODAS en 1999, a été nommé en son honneur. La citation de nommage officielle a été publiée par le Centre des planètes mineures le 7 janvier 2004 (M.P.C. 50463).

## Recherche
Les intérêts de recherche de Kaasalainen se sont principalement concentrés sur la modélisation mathématique dans divers domaines allant de la télédétection et de la recherche spatiale à la dynamique planétaire et galactique. Typiquement, les modèles et méthodes mathématiques développés par Kaasalainen avec ses collègues sont liés à des problèmes inverses. Deux de ces sujets ont figuré en bonne place dans les recherches de Kaasalainen : 
- Inversion des courbes de lumière des astéroïdes[5], c'est-à-dire la reconstruction de la forme et de l'état de rotation des astéroïdes à partir de la mesure de leur luminosité, sur la base des résultats mathématiques et des théorèmes d'unicité et de stabilité[6],[7],[8] qui ont été transformés en des algorithmes de modélisation avec lesquels une multitude d'astéroïdes autrement qui ne peut être résolus peuvent désormais être cartographiés[9],[10]. Cette méthode a également été utilisée dans la vérification directe de l'effet YORP dans le système solaire[11],[12],[13],[14],[15],[16],[17],[18],[19],[20].
- Analyse de grands systèmes dynamiques, où les méthodes de construction de tore[21],[22] dans l'espace des phases permettent une représentation compacte ou une approximation de la dynamique du système observé (comme une galaxie).